# RDRAND
RDRAND (zkratka anglického read random, doslova čti náhodné) je strojová instrukce architektur x86-64 a IA-32, která vrací náhodné číslo vytvořené vestavěným hardwarovým generátorem náhodných čísel. Instrukci zavedla společnost Intel počínaje platformou Ivy Bridge vydávanou od roku 2012; konkurenční výrobce AMD ji do svých procesorů začal přidávat už od června 2015, ovšem na platformách Bulldozer a Jaguar byla dlouhodobě poruchová natolik, že k roku 2019 se AMD oficiálně rozhodlo podporu na této platformě před operačním systémem v rámci CPUID skrývat.
Využívaný generátor odpovídá standardům NIST SP 800-90A, FIPS 140-2 a ANSI X9.82, ovšem přesto k němu v rámci odborné veřejnosti panuje určitá míra nedůvěry.
Např. v rámci vývoje jádra Linuxu se objevila petice požadující odstranění RDRANDu ze systémového generátoru náhody, na kterou správce jádra Linus Torvalds reagoval vysvětlením, že RDRAND je používán opatrně a míchán dohromady s mnoha jinými zdroji náhody. Od verze jádra 4.19 vydané v roce 2018 je možné využití tohoto zdroje náhody zakázat parametrem jádra.